# Beipiaosaure
El beipiaosaure (Beipiaosaurus inexpectus, "rèptil de Beipiao") és un gènere de dinosaure terizinosauroïdeu que va viure al període Cretaci, fa uns 125 milions d'anys. En les seves restes fòssils es van preservar protoplomes que cobrien el seu cos. El descobriment d'aquesta espècie en la província china de Liaoning fou anunciat en el número del 27 de maig de l'any 1999 de la revista Nature.
El beipiaosaure mesurava 2,2 metres de longitud i 0,88 metres d'alçada, pel que es tracta del dinosaure emplomat més gran conegut. S'ha estimat el seu pes en uns 85 kg.